# مارته هوی جیفسن
مارته هوی جیفسن (انگلیسی: Marte Høie Gjefsen؛ زادهٔ ۶ مارس ۱۹۸۹) اهل نروژ است.
وی در مسابقات کشوری و بین‌المللی در مجموع برندهٔ ۱ مدال طلا شده‌است.

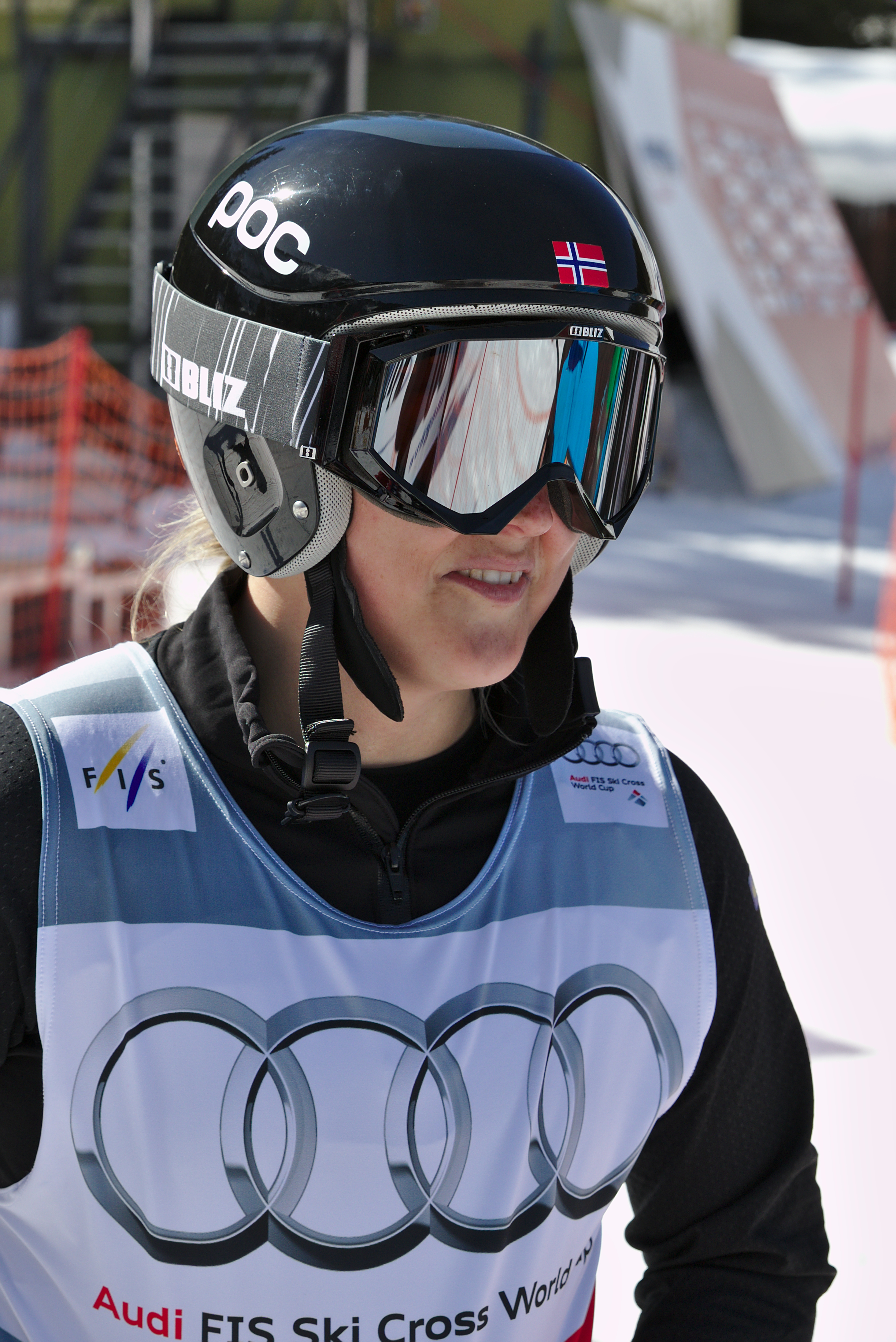
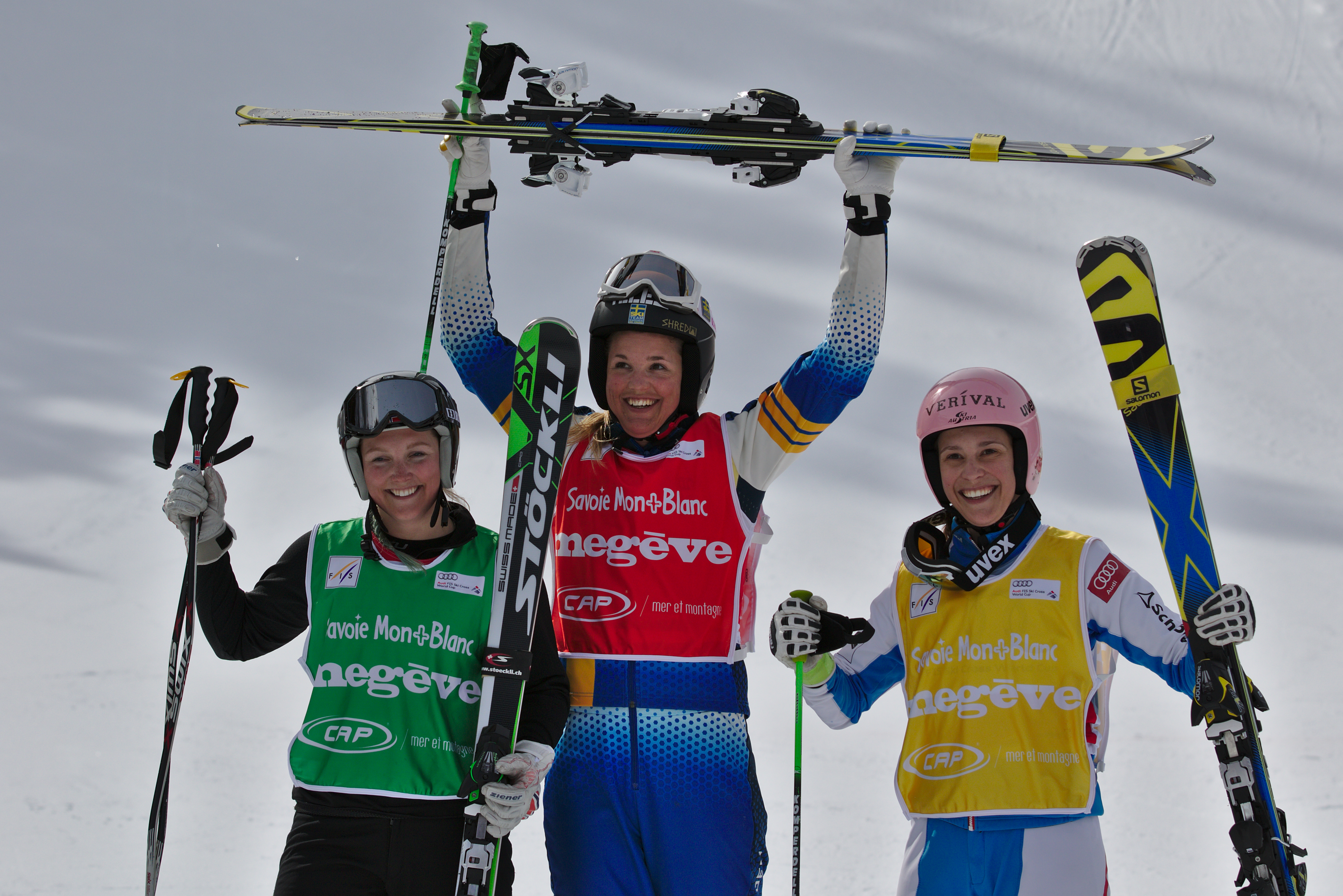